# Pinguim-de-humboldt

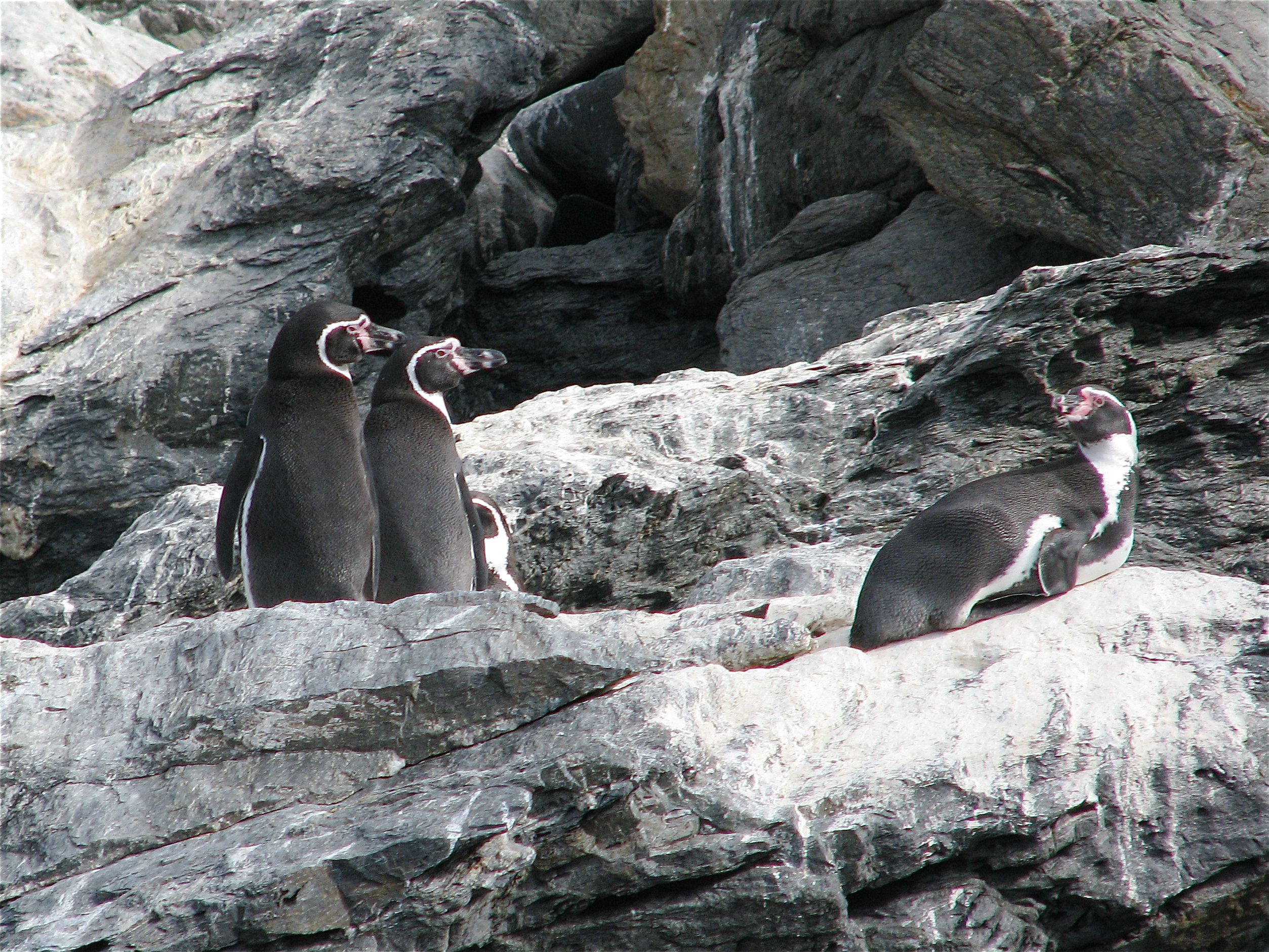
Pinguins-de-Humboldt nas ilhas Choros, Chile

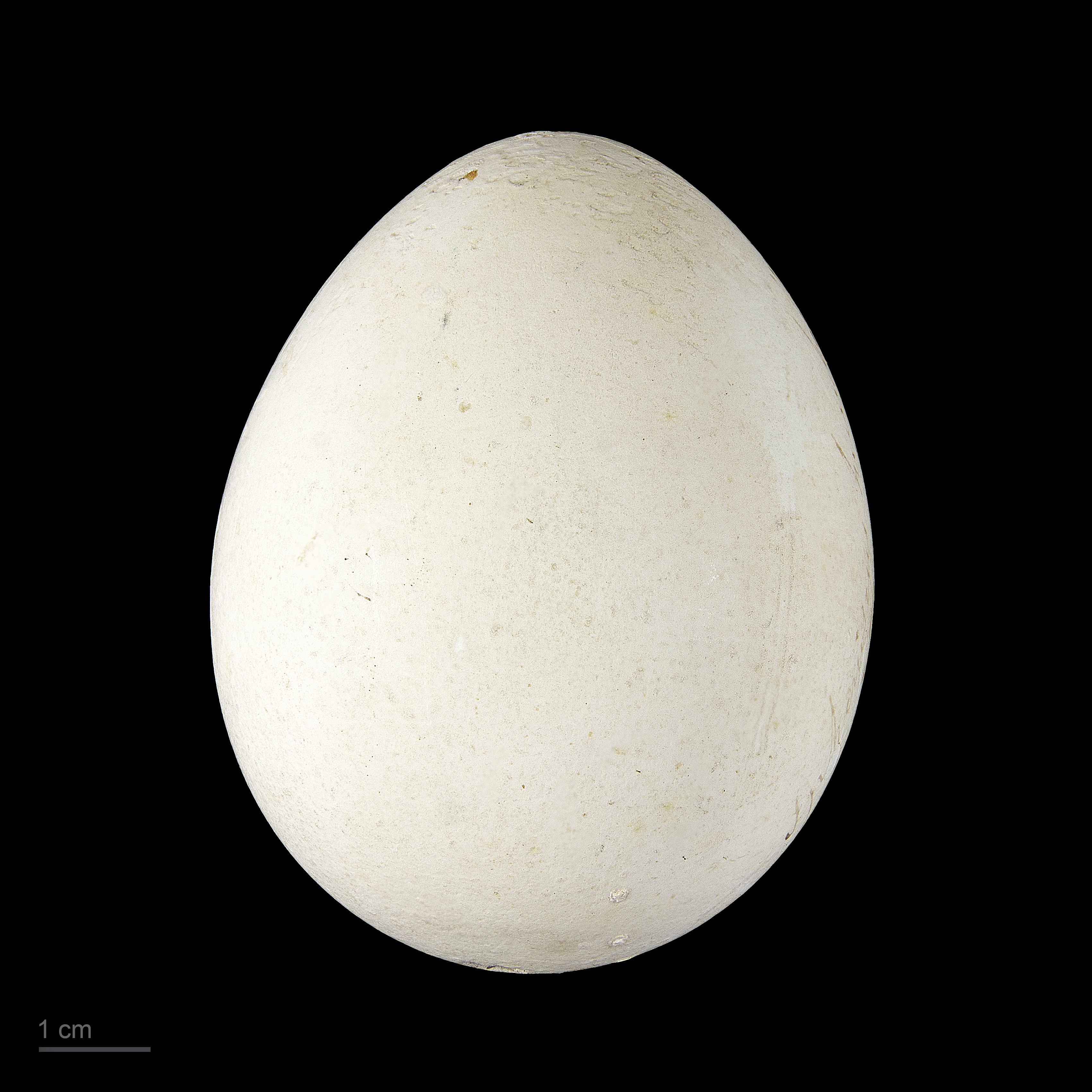
Spheniscus humboldti - MHNT

O pinguim-de-humboldt (Spheniscus humboldti) é uma espécie de pinguim nativa da América do Sul, nomeadamente Peru e Chile. O seu nome é uma homenagem ao naturalista alemão Alexander von Humboldt.
Os pinguins-de-humboldt são aves de médio porte que medem até 53 cm de altura. A sua plumagem é branca e negra.